# Lycium horridum
Lycium horridum ist eine Pflanzenart aus der Gattung der Bocksdorne (Lycium) in der Familie der Nachtschattengewächse (Solanaceae).

## Beschreibung
Lycium horridum ist ein aufrechter, starrer und meist stark verzweigter, diözischer Strauch, der Wuchshöhen von 0,2 bis 1,8 m erreicht. Die Laubblätter sind sukkulent und unbehaart, sie werden 7 bis 12 mm lang und 1,5 bis 3 mm breit.
Die Blüten sind vier- oder fünfzählig. Der Kelch ist röhrenförmig, die Kelchröhre erreicht eine Länge von 3 bis 3,5 mm und ist mit 0,5 bis 0,8 mm langen Kelchzipfeln versehen. Die Krone ist halbkugelförmig oder halbeiförmig. Sie ist weiß gefärbt und besitzt dunkel purpurne Flecken an der Basis der lila Kronlappen. Die Kronröhre ist 7 bis 9 mm lang, die Kronlappen erreichen eine Länge von 1,5 bis 2 mm. Die Staubfäden sind an der Basis filzig behaart.
Die Frucht ist eine eiförmige, rote Beere, die eine Länge von 4 bis 6 mm und eine Breite von 3 bis 3,5 mm besitzt.
Die Chromosomenzahl beträgt 2n = 48.

## Vorkommen
Die Art ist auf dem Afrikanischen Kontinent verbreitet und kommt dort in Südafrika, Botswana, Namibia und Simbabwe vor.

## Systematik
Innerhalb der Bocksdorne (Lycium) wird die Art nach phylogenetischen Untersuchungen in eine Klade mit anderen altweltlichen Arten der Gattung gruppiert. Innerhalb dieser Klade ist die Art nahe verwandt mit den Arten Lycium afrum, Lycium arenicola, Lycium schizocalyx, Lycium cinereum  und Lycium ferocissimum.